# Richard Adams
Richard George Adams (n. 10 mai 1920, Newbury, Anglia, Regatul Unit al Marii Britanii și Irlandei – d. 24 decembrie 2016, Oxford, Anglia, Regatul Unit) a fost un romancier englez cunoscut îndeosebi pentru trei romane animaliere ale sale: Watership Down, Shardik și The Plague Dogs.

## Activitate
Scriitorul a studiat istoria moderna la Worcester College. Adams și-a îndeplinit stagiul militar în anii 1940–1946, în timpul celui de Al doilea război mondial. Adams a fost trimis pe fronturile din India și Orientul Mijlociu. După ce a fost lăsat la vatră și-a reluat studiile, obținând licența și masteratul în istorie modernă. A lucrat ca secretar asistent pentru ministerul agriculturii, parte a ministerului mediului de mai târziu.
În 1982, Adams a fost numit președinte al Societății Regale pentru Prevenirea Cruzimii asupra Animalelor (en. Royal Society for the Prevention of Cruelty to Animals). Adams a fost profesor invitat la University of Florida și la Hollins University din Virginia. A locuit cu soția și cele 2 fiice la câțiva kilometri de locul nașterii scriitorului.

## Lucrări

### Watership Down
Adams a conceput Watership Down într-o drumeție, improvizând o poveste cu iepuri pentru fiicele sale, Juliet și Rosamond. Mai apoi, ele i-au sugerat tatălui lor să scrie povestea. Scriitorului i-au trebuit două săptămâni pentru redactarea romanului, însă i-a fost mai apoi respins de treisprezece edituri.
Când, în sfârșit, cartea Watership Down a fost publicată, s-au vândut într-un timp record peste un milion de exemplare în Marea Britanie și în Statele Unite ale Americii. Povestea Watership Down a câștigat în 1972 medalia Carnegie și în 1973 premiul Apărătorul literaturii pentru copii. Până în prezent, s-au vândut în lume peste cincizeci de milioane de copii ale cărții. În 1978 cartea a stat la baza unui film animat, iar în 1999 - 2001 a stat la baza unui serial animat.